# Змийски остров
 Тази статия е за българския остров.  За острова в Преспанското езеро, Македония вижте Голем град.  
Змийският остров или Свети Тома е остров на България в Черно море.
Наречен е така заради множеството сиви водни змии, които го обитават и се хранят с риба във водите около него, а също и заради намиралият се там параклис посветен на апостол Тома. При археологически разкопки на острова са открити останки, както от християнска църква, така и от древнотракийско светилище.

## География
Намира се на 36 km от Бургас, между градовете Приморско и Созопол. Островът е разположен северно от устието на река Ропотамо (срещу Аркутино – на около 400 метра от нос Хумата) на площ 12 – 15 хектара. В началото на 21. век морето постепенно, в течение на е 20 години, се отдръпва, с което разстоянието между острова и брега намалява, а площта на острова се увеличава.

## Природа
От 1962 година островът е включен в резерват „Ропотамо“, Община Приморско. Той е сред местата в България, където се срещат диворастящи кактуси. Кактусите на Змийския остров са от 2 вида от род Опунция. Те са засадени през 1933 г. от ботаника Иван Буреш по нареждане на цар Борис III, който ги пренася от ботаническата градина в Братислава (тогава – в Чехословакия). Разпространили са се на близо половината от него и го правят трудно проходим. Особено красиви са през юни, когато цъфтят с едри, жълти цветове. Плодовете им са с големина на синя слива и аромат на ягода и са ядливи (през август – септември).
- Змийски остров
- Диви кактуси на острова